# Julija Olegowna Wassiljewa
Julija Olegowna Wassiljewa (russisch Юлия Олеговна Васильева, * 6. September 1978 in Moskau) ist eine russische Synchronschwimmerin. 
Sie gewann bei den Olympischen Spielen 2000 mit dem russischen Team die Goldmedaille in der Teamwertung. 1999 und 2000 war Wassiljewa mit dem russischen Team Europameisterin.